# Caryanda albufurcula
Caryanda albufurcula är en insektsart som beskrevs av Zheng, Z. 1988. Caryanda albufurcula ingår i släktet Caryanda och familjen gräshoppor. Inga underarter finns listade i Catalogue of Life.